# Szupernehézsúlyú amatőr ökölvívók listája
Szupernehézsúlyú (+91 kg) amatőr ökölvívók listája   
- Mohammed Ali  olimpiai ezüstérmes egyiptomi ökölvívó
- Roberto Balado  olimpiai és világbajnok kubai amatőr ökölvívó
- Tyrell Biggs  olimpiai és világbajnok amerikai ökölvívó
- Roberto Cammarelle  olimpiai és világbajnok olasz amatőr ökölvívó
- Pedro Carrión  világbajnoki ezüstérmes kubai amatőr ökölvívó
- Ruslan Chagayev  tatár nemzetiségű üzbég amatőr és profi világbajnok nehézsúlyú ökölvívó
- Muhtarhan Dildabekov  olimpiai és világbajnoki ezüstérmes, Ázsia Játékok győztes kazah amatőr ökölvívó
- Audley Harrison  olimpiai bajnok brit amatőr és világbajnok profi ökölvívó
- Vjacseszlav Hlazkov  olimpiai bronzérmes és világbajnoki ezüstérmes ukrán ökölvívó
- Richard Igbineghu  olimpiai ezüstérmes nigériai ökölvívó
- Olekszandr Jahubkin / szovjet színekben világ- és Európa-bajnok ukrán amatőr ökölvívó
- Jaroslavas Jakšto  amatőr Európa-bajnoki bronzérmes litván ökölvívó
- Giorgi Kandelaki  amatőr világ- és Európa-bajnok grúz ökölvívó
- Vlagyimir Klicsko  olimpiai bajnok amatőr és profi világbajnok ukrán ökölvívó
- Attila Levin  amatőr Európa-bajnoki bronzérmes svéd ökölvívó
- Lennox Lewis  olimpiai bajnok brit-kanadai amatőr és profi világbajnok ökölvívó
- Alekszej Lezin  olimpiai bronzérmes és világ- és Európa-bajnok orosz amatőr ökölvívó
- Szjarhej Ljahovics  amatőr világbajnoki bronzérmes és profi világbajnok fehérorosz ökölvívó
- Alekszandr Mirosnyicsenko / olimpiai és amatőr világbajnoki ezüstérmes szovjet-kazah ökölvívó
- Alekszandr Povetkin  olimpiai, világ- és Európa-bajnok amatőr és profi világbajnok orosz ökölvívó
- Roman Romancsuk  amatőr világ- és Európa-bajnoki ezüstérmes orosz ökölvívó
- Szvilen Ruszinov  amatőr Európa-bajnok bolgár ökölvívó
- Sinan Şamil Sam  amatőr világbajnok török ökölvívó
- Odlanier Solís  olimpiai bajnok és amatőr világbajnok kubai ökölvívó
- Teófilo Stevenson  olimpiai és amatőr világbajnok kubai ökölvívó
- Rustam Saidov  olimpiai és amatőr világbajnoki bronzérmes, Ázsia Játékok-győztes üzbég amatőr ökölvívó
- Iszlam Timurzijev  amatőr Európa-bajnok orosz ökölvívó
- Paolo Vidoz  olimpiai és amatőr világbajnoki bronzérmes és Európa-bajnoki ezüstérmes, profi Európa-bajnok olasz ökölvívó